# قانون ویدمان-فرانتس
در دانش فیزیک، قانون ویدمان فرانتس نسبت سهم الکترونی رسانش گرمایی (κ) به رسانش الکتریکی (σ) یک فلز است و با دما (T) متناسب است.
{\displaystyle {\frac {\kappa }{\sigma }}=LT}
از لحاظ نظری، ثابت تناسب L، که عدد لورنتز نامیده می‌شود، برابر است با
{\displaystyle L={\frac {\kappa }{\sigma T}}={\frac {\pi ^{2}}{3}}\left({\frac {k_{B}}{e}}\right)^{2}=2.44\times 10^{-8}\,\mathrm {W\,\Omega \,K^{-2}} .}
نام این قانون تجربی برگرفته از نام گوستاو هاینریش ویدمان ورودولف فرانتس است که در سال ۱۸۵۲ گزارش دادند که مقدار κ/σ برای فلزات مختلف در یک دمای یکسان تقریباً برابر است. تناسب κ/σ با دما توسط لودویگ لورنتز در سال ۱۸۷۲ کشف شد.
از نظر کیفی این رابطه برپایه این واقعیت بنا شده است که انتقال‌های  گرمایی و الکتریکی هردو با الکترون‌های آزاد در فلزات مرتبط هستند.
بیان‌های ریاضی این قانون را می‌توان به این شکل به دست آورد. رسانایی الکتریکی فلزات یک پدیده شناخته‌شده است و به الکترون‌های آزاد نسبت داده می‌شود. مشاهده شده‌است که چگالی جریان j بامیدان الکتریکی اعمال شده متناسب است و از قانون اهم پیروی می‌کند. رسانایی را می‌توان به شکل کلی به عنوان یک تنسور مرتبه دوم (ماتریس۳x۳) بیان نمود.
پائول درود متوجه شد که توصیف پدیده‌شناسانه رسانایی را می‌توان به شکلی کلی (رسانش الکترونی، یونی، گرمایی) فرمول‌بندی کرد. اگرچه این توصیف پدیده‌شناسانه برای الکترون‌های رسانایی نادرست است، می‌تواند به عنوان یک روش اولیه به کاررود.
چنین فرض می‌شود که الکترون‌ها به آزادی مانند یک گاز ایده‌آل درون جامدات حرکت می‌کنند. نیروی وارد شده بر الکترون توسط میدان الکتریکی باعث شتابی به این شکل می‌شود
{\displaystyle {\bar {F}}=-e\cdot {\bar {E}}=m\cdot {\frac {\;d{\bar {v}}}{\;dt}}}
{\displaystyle \;d{\bar {v}}=-{\frac {e\cdot {\bar {E}}}{m}}\;dt}
هرچند که این به سرعت بی‌نهایت منجر خواهد شد. بنابراین فرض دیگر این است که الکترون‌ها گاهی با موانعی (مانند نقص‌ها و فونون‌ها)  برخورد می‌کنند که سرعت حرکت آزاد آنها را محدود می‌کند. این باعث معرفی یک سرعت متوسط با نام سرعت رانش Vd می‌شود. سرعت رانش با زمان پراکندگی میانگین طبق این معادلات، مرتبط است.
{\displaystyle {\frac {\;d{\bar {v}}}{\;dt}}=-{\frac {e\cdot {\bar {E}}}{m}}-{\frac {1}{\tau }}\cdot v}